# Цэнгэльский язык
Цэнгэ́льский язык — тюркский язык, близкородственный тувинскому, тофаларскому, сойотско-цатанскому и кёк-мончакскому (саянские языки). Как и западные диалекты тувинского и кёк-мончакский, принадлежит к степному кластеру саянских. Распространен в Монголии в сомоне Цэнгэл.
Отличается архаичными особенностями как в фонетике, так и в грамматике.